# Plante sempervirente

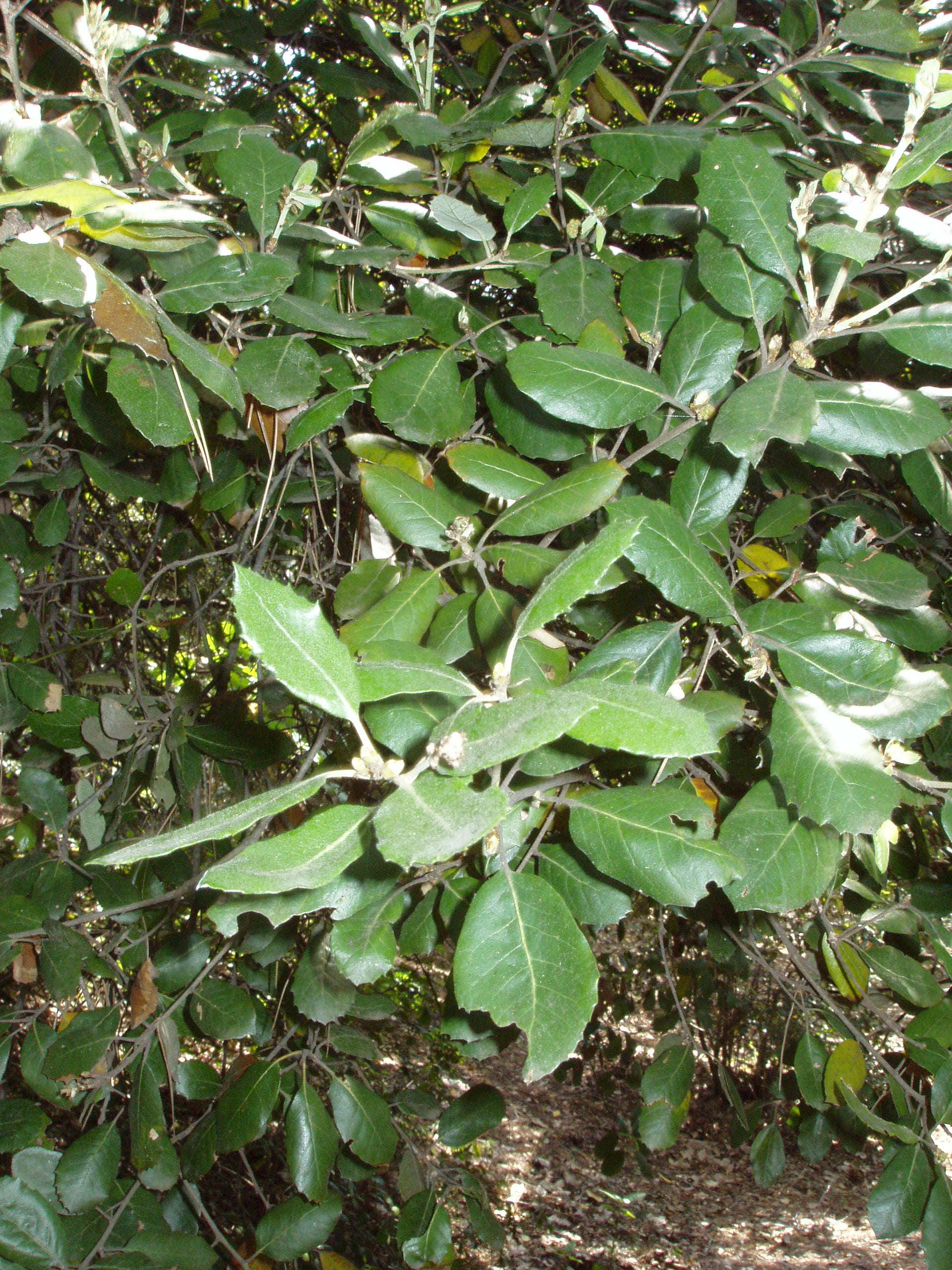
Chêne vert (Quercus ilex)

Une plante sempervirente (du latin sempervirens, « toujours vert ») est une plante qui garde ses feuilles tout au long de l'année. On parle plus couramment de plante à feuillage persistant, par opposition aux plantes à feuillage caduc.
En pratique, la durée de vie d'une feuille est très inférieure à celle de l'arbre qui la porte. La persistance des feuilles chez les plantes peut varier de tout juste une année (la chute des feuilles anciennes opérant peu après l'apparition des nouvelles feuilles, on parle alors de feuilles semi-persistantes, par exemple le troène commun), jusqu'à un maximum de 45 ans observé chez le pin Bristlecone (Pinus longaeva Ewers & Schmid 1981). Pourtant, très peu d'espèces présentent une persistance allant au-delà de cinq ans.
Un autre cas exceptionnel existe chez le Welwitschia mirabilis, un gymnosperme africain qui produit seulement deux feuilles qui croissent continuellement durant la vie de la plante mais qui s'étiolent au niveau de l'apex, leur donnant entre vingt et quarante ans de persistance des tissus foliaires (la croissance se fait par la base et non par les extrémités comme chez les arbres).
On parle également d'une forêt sempervirente quand, à toute période de l'année, la majorité des arbres est feuillue. Elle peut contenir des arbres sempervirents, mais également des arbres à feuilles caduques, qui ne sont pas nécessairement caduques en même temps (cas de forêts tropicales humides), parfois à des moments différents sur les branches principales d'un même arbre (cela est valable aussi pour la floraison et la fructification.